# Konga (Szwecja)
Konga – miejscowość (tätort) w Szwecji, w regionie administracyjnym (län) Kronoberg, w gminie Tingsryd.
Według danych Szwedzkiego Urzędu Statystycznego liczba ludności wyniosła: 493 (31 grudnia 2015), 494 (31 grudnia 2018) i 466 (31 grudnia 2019).